# Heliocopris marshalli
Heliocopris marshalli là một loài bọ cánh cứng trong họ Bọ hung (Scarabaeidae).